# Ya'qub ibn Killis
Yaqub ibn Killis Abu al-Faraj Yaqub ibn Yussef o Ibn Killis (en árabe: يعقوب بن كليس‎, romanizado: yʿaqūb ben killīs; Bagdad, 930-Bagdad, 991), fue un visir al servicio de los fatimís.

## Biografía
Yaqub ibn Killis, nació en Bagdad en 930 en el seno de una familia judía. Su familia se instaló en Siria, luego se trasladó a Palestina para comerciar allí. Luego partió para Egipto, donde trabaja como asesor financiero del regente Abu al-Misk Kafur, que lo apreciaba. Experto, se hizo visir y se convirtió al islam en 967. Estudió el Fiqh y, tras la muerte de su amigo Kafur, fue encarcelado. Sin embargo, compró su libertad partiendo hacia Ifriquía, donde obtuvo la confianza del califa Ma'ad al-Mu'izz li-Dinillah. Después de la conquista fatimí de Egipto en 973, volvió allí con toda la corte. En Egipto, volvió a ser responsable de las finanzas y la economía del califato, y fue nuevamente nombrado visir, tras la destitución de Chauhar al-Siqilí por el nuevo califa, Abu Mansur Nizar al-Aziz Billah. Como visir, favoreció la propaganda fatimí (Daʿwa) y comenzó la construcción de la Mezquita Al-Hakim, así como la Universidad de al-Azhar.
Ejerció este cargo hasta su muerte en 990, con excepción de un breve período en 983 en que fue encarcelado.